# بچه کلسیم
بچه کلسیم (به انگلیسی: The Calcium Kid) فیلمی محصول سال ۲۰۰۴ و به کارگردانی الکس دی راکوف است. در این فیلم بازیگرانی همچون اورلاندو بلوم، مایکل پنیا، مایکل لانر، بیلی پایپر، مارک هیپ، ریف اسپال، تامر حسن، دیوید کلی، امید جلیلی، فرانک هارپر و پیتر سرافیناویچ ایفای نقش کرده‌اند.